# 10,5 cm Gebirgshaubitze 40
10,5 cm Gebirgshaubitze 40 (10,5 cm GebH 40) – niemiecka górska haubica produkowana w okresie 1942–1945. Używana w Finlandii, Włoszech, Francji na Bałkanach oraz na froncie wschodnim. Po wojnie znalazły się na uzbrojeniu dużej części państw europejskich aż do połowy lat sześćdziesiątych dwudziestego wieku.

## Historia
GebH 40 została stworzona by wspomóc niemieckie dywizje górskie, które potrzebowały artylerii o odpowiednim kalibrze.
Prace nad nowym projektem rozpoczęły się w 1940 i w tym samym roku również się zakończyły. W pracach uczestniczyły firmy Rheinmetall oraz Böhler. Mimo iż projekt był ukończony już w 1940 roku, produkcja seryjna rozpoczęła się dwa lata później.

## Opis Techniczny
Konstrukcja tego działa mocno różniła się od innych haubic niemieckich. Mimo że działo posiadało charakterystyczne dla armat: łoże oraz hamulec wylotowy, inne elementy nie były spotykane w podobnych typach artylerii. Koła wykonane były z lekkiego stopu, a opony z twardszej gumy. Ich sprężynowe zawieszenie było przymocowane do nóg podwozia. Pod przodem łoża umieszczono cokół, który umożliwiał haubicy wspieranie się na trzech punktach podparcia, minimalizując ilość miejsca potrzebnego do przyjęcia odpowiedniej pozycji strzeleckiej. Haubica mogła być holowana w stanie złożonym lub rozmontowana na części na przyczepie jednoosiowej z Sd.Kfz. 2. Mogła być również podzielona na pięć ładunków i przenoszona przez muły.
Do dzisiaj pozostaje najcięższą armatą górską na świecie o wadze 1660 kg. Używana była aż do lat sześćdziesiątych przez niektóre państwa europejskie.